# 選抜高等学校野球大会 (奈良県勢)
選抜高等学校野球大会においての奈良県勢の成績について記す。

## 大会結果
| 大会                 | 選出校                    | 試合結果 | 試合結果                          | 成績     |
| -------------------- | ------------------------- | -------- | --------------------------------- | -------- |
| 1953年（第25回大会） | 御所実（初出場）          | 2回戦    | ● 1 - 2 小倉                      | 初戦敗退 |
| 1954年（第26回大会） | 天理（初出場）            | 2回戦    | ● 0 - 6 早稲田実                  | 初戦敗退 |
| 1955年（第27回大会） | 高田（初出場）            | 1回戦    | ○ 1 - 0 岐阜                      | ベスト4  |
| 1955年（第27回大会） | 高田（初出場）            | 2回戦    | ○ 7 - 6 城東                      | ベスト4  |
| 1955年（第27回大会） | 高田（初出場）            | 準々決勝 | ○ 4 - 1 佐賀商                    | ベスト4  |
| 1955年（第27回大会） | 高田（初出場）            | 準決勝   | ● 3 - 6 桐生                      | ベスト4  |
| 1955年（第27回大会） | 天理（2年連続2回目）      | 2回戦    | ● 0 - 1x 桐生                     | 初戦敗退 |
| 1958年（第30回大会） | 御所実（5年ぶり2回目）    | 1回戦    | ○ 2 - 0 函館工                    | 2回戦    |
| 1958年（第30回大会） | 御所実（5年ぶり2回目）    | 2回戦    | ● 3 - 4 早稲田実                  | 2回戦    |
| 1959年（第31回大会） | 天理（4年ぶり3回目）      | 1回戦    | ○ 2 - 0 久留米商                  | 2回戦    |
| 1959年（第31回大会） | 天理（4年ぶり3回目）      | 2回戦    | ● 1 - 2 高松商（延長11回）        | 2回戦    |
| 1962年（第34回大会） | 御所工（4年ぶり3回目）    | 1回戦    | ○ 13 - 10 北海                    | 2回戦    |
| 1962年（第34回大会） | 御所工（4年ぶり3回目）    | 2回戦    | ● 1 - 2 松山商                    | 2回戦    |
| 1962年（第34回大会） | 高田商（初出場）          | 2回戦    | ● 0 - 3 岐阜商                    | 初戦敗退 |
| 1963年（第35回大会） | 御所工（2年連続4回目）    | 1回戦    | ○ 5 - 4 清水市商                  | ベスト8  |
| 1963年（第35回大会） | 御所工（2年連続4回目）    | 2回戦    | ○ 4 - 3 日大一                    | ベスト8  |
| 1963年（第35回大会） | 御所工（2年連続4回目）    | 準々決勝 | ● 2 - 3 下関商                    | ベスト8  |
| 1965年（第37回大会） | 田原本農（初出場）        | 1回戦    | ● 1 - 4 明治                      | 初戦敗退 |
| 1966年（第38回大会） | 御所工（3年ぶり5回目）    | 2回戦    | ● 1 - 6 金沢                      | 初戦敗退 |
| 1968年（第40回大会） | 御所工（2年ぶり6回目）    | 1回戦    | ● 4 - 6 銚子商                    | 初戦敗退 |
| 1970年（第42回大会） | 天理（11年ぶり4回目）     | 1回戦    | ○ 15 - 0 網走南ヶ丘               | 2回戦    |
| 1970年（第42回大会） | 天理（11年ぶり4回目）     | 2回戦    | ● 5 - 14 岐阜短大付               | 2回戦    |
| 1971年（第43回大会） | 郡山（初出場）            | 2回戦    | ● 1 - 4 深谷商                    | 初戦敗退 |
| 1971年（第43回大会） | 一条（初出場）            | 1回戦    | ● 4 - 8 福島商                    | 初戦敗退 |
| 1972年（第44回大会） | 奈良工（初出場）          | 2回戦    | ● 0 - 3 東北                      | 初戦敗退 |
| 1973年（第45回大会） | 天理（3年ぶり5回目）      | 1回戦    | ○ 3 - 2 中京商                    | ベスト8  |
| 1973年（第45回大会） | 天理（3年ぶり5回目）      | 2回戦    | ○ 12 - 1 日大山形                 | ベスト8  |
| 1973年（第45回大会） | 天理（3年ぶり5回目）      | 準々決勝 | ● 0 - 2 鳴門工                    | ベスト8  |
| 1974年（第46回大会） | 御所工（6年ぶり7回目）    | 1回戦    | ● 0 - 7 横浜                      | 初戦敗退 |
| 1975年（第47回大会） | 天理（2年ぶり6回目）      | 1回戦    | ○ 6 - 4 小山                      | 2回戦    |
| 1975年（第47回大会） | 天理（2年ぶり6回目）      | 2回戦    | ● 5 - 9 掛川西                    | 2回戦    |
| 1976年（第48回大会） | 智弁学園（初出場）        | 1回戦    | ○ 5 - 0 札幌商                    | ベスト8  |
| 1976年（第48回大会） | 智弁学園（初出場）        | 2回戦    | ○ 4 - 3 岡崎工                    | ベスト8  |
| 1976年（第48回大会） | 智弁学園（初出場）        | 準々決勝 | ● 3 - 11 東洋大姫路               | ベスト8  |
| 1976年（第48回大会） | 天理（2年連続7回目）      | 1回戦    | ○ 6 - 0 修徳                      | 2回戦    |
| 1976年（第48回大会） | 天理（2年連続7回目）      | 2回戦    | ● 1 - 2 福井                      | 2回戦    |
| 1977年（第49回大会） | 天理（3年連続8回目）      | 1回戦    | ○ 8 - 6 作新学院                  | ベスト8  |
| 1977年（第49回大会） | 天理（3年連続8回目）      | 2回戦    | ○ 4 - 0 桜美林                    | ベスト8  |
| 1977年（第49回大会） | 天理（3年連続8回目）      | 準々決勝 | ● 1 - 4 中村                      | ベスト8  |
| 1977年（第49回大会） | 智弁学園（2年連続2回目）  | 1回戦    | ○ 4 - 2 土浦日大                  | ベスト4  |
| 1977年（第49回大会） | 智弁学園（2年連続2回目）  | 2回戦    | ○ 4 - 1 銚子商                    | ベスト4  |
| 1977年（第49回大会） | 智弁学園（2年連続2回目）  | 準々決勝 | ○ 4 - 2 早稲田実                  | ベスト4  |
| 1977年（第49回大会） | 智弁学園（2年連続2回目）  | 準決勝   | ● 0 - 2 箕島                      | ベスト4  |
| 1978年（第50回大会） | 郡山（7年ぶり2回目）      | 2回戦    | ○ 5 - 0 高知                      | ベスト8  |
| 1978年（第50回大会） | 郡山（7年ぶり2回目）      | 準々決勝 | ● 0 - 4 桐生                      | ベスト8  |
| 1979年（第51回大会） | 天理（2年ぶり9回目）      | 1回戦    | ● 2 - 5 鶴商学園                  | 初戦敗退 |
| 1982年（第54回大会） | 郡山（4年ぶり3回目）      | 2回戦    | ○ 5 - 1 高知商                    | ベスト8  |
| 1982年（第54回大会） | 郡山（4年ぶり3回目）      | 準々決勝 | ● 3 - 8 二松学舎大付              | ベスト8  |
| 1984年（第56回大会） | 智弁学園（7年ぶり3回目）  | 1回戦    | ● 3 - 9 拓大紅陵                  | 初戦敗退 |
| 1985年（第57回大会） | 広陵（初出場）            | 1回戦    | ● 4 - 11 東海大五                 | 初戦敗退 |
| 1985年（第57回大会） | 天理（6年ぶり10回目）     | 1回戦    | ○ 2 - 0 東筑                      | ベスト8  |
| 1985年（第57回大会） | 天理（6年ぶり10回目）     | 2回戦    | ○ 5 - 0 津久見                    | ベスト8  |
| 1985年（第57回大会） | 天理（6年ぶり10回目）     | 準々決勝 | ● 0 - 7 PL学園                    | ベスト8  |
| 1986年（第58回大会） | 天理（2年連続11回目）     | 1回戦    | ○ 5 - 3 関東一                    | 2回戦    |
| 1986年（第58回大会） | 天理（2年連続11回目）     | 2回戦    | ● 0 - 1 尾道商                    | 2回戦    |
| 1986年（第58回大会） | 智弁学園（2年ぶり4回目）  | 1回戦    | ● 0 - 2 函館有斗                  | 初戦敗退 |
| 1988年（第60回大会） | 天理（2年ぶり12回目）     | 2回戦    | ● 1 - 9 宇都宮学園                | 初戦敗退 |
| 1990年（第62回大会） | 天理（2年ぶり13回目）     | 1回戦    | ○ 4 - 3 霞ヶ浦                    | 2回戦    |
| 1990年（第62回大会） | 天理（2年ぶり13回目）     | 2回戦    | ● 2 - 8 高松商                    | 2回戦    |
| 1990年（第62回大会） | 智弁学園（4年ぶり5回目）  | 1回戦    | ● 0 - 1 東北                      | 初戦敗退 |
| 1991年（第63回大会） | 天理（2年連続14回目）     | 1回戦    | ○ 7 - 2 三重                      | 2回戦    |
| 1991年（第63回大会） | 天理（2年連続14回目）     | 2回戦    | ● 0 - 2 松商学園                  | 2回戦    |
| 1991年（第63回大会） | 奈良（初出場）            | 1回戦    | ● 6 - 10 桐生第一                 | 初戦敗退 |
| 1992年（第64回大会） | 天理（3年連続15回目）     | 1回戦    | ○ 1 - 0 米子商                    | ベスト4  |
| 1992年（第64回大会） | 天理（3年連続15回目）     | 2回戦    | ○ 3 - 2 広島商                    | ベスト4  |
| 1992年（第64回大会） | 天理（3年連続15回目）     | 準々決勝 | ○ 5 - 1 星稜                      | ベスト4  |
| 1992年（第64回大会） | 天理（3年連続15回目）     | 準決勝   | ● 2 - 3 東海大相模                | ベスト4  |
| 1993年（第65回大会） | 智弁学園（3年ぶり6回目）  | 1回戦    | ● 3 - 5 長崎日大                  | 初戦敗退 |
| 1994年（第66回大会） | 高田商（32年ぶり2回目）   | 1回戦    | ○ 6 - 4 佐野日大                  | 2回戦    |
| 1994年（第66回大会） | 高田商（32年ぶり2回目）   | 2回戦    | ● 1 - 3 神戸弘陵                  | 2回戦    |
| 1995年（第67回大会） | 郡山（13年ぶり4回目）     | 1回戦    | ● 1 - 4 熊本工                    | 初戦敗退 |
| 1997年（第69回大会） | 郡山（2年ぶり5回目）      | 1回戦    | ● 5 - 6x 函館大有斗               | 初戦敗退 |
| 1997年（第69回大会） | 天理（5年ぶり16回目）     | 1回戦    | ○ 5x - 4 徳島商                   | 優勝     |
| 1997年（第69回大会） | 天理（5年ぶり16回目）     | 2回戦    | ○ 7 - 0 浜松工                    | 優勝     |
| 1997年（第69回大会） | 天理（5年ぶり16回目）     | 準々決勝 | ○ 8 - 1 西京                      | 優勝     |
| 1997年（第69回大会） | 天理（5年ぶり16回目）     | 準決勝   | ○ 2 - 1 上宮                      | 優勝     |
| 1997年（第69回大会） | 天理（5年ぶり16回目）     | 決勝     | ○ 4 - 1 中京大中京                | 優勝     |
| 1998年（第70回大会） | 郡山（2年連続6回目）      | 2回戦    | ○ 3 - 2 北照                      | ベスト8  |
| 1998年（第70回大会） | 郡山（2年連続6回目）      | 3回戦    | ○ 7 - 3 徳島商                    | ベスト8  |
| 1998年（第70回大会） | 郡山（2年連続6回目）      | 準々決勝 | ● 0 - 4 横浜                      | ベスト8  |
| 1999年（第71回大会） | 高田（44年ぶり2回目）     | 1回戦    | ○ 7x - 6 高崎商（延長14回）       | 2回戦    |
| 1999年（第71回大会） | 高田（44年ぶり2回目）     | 2回戦    | ● 3 - 7 今治西                    | 2回戦    |
| 2000年（第72回大会） | 橿原（初出場）            | 1回戦    | ● 4 - 8 北照                      | 初戦敗退 |
| 2001年（第73回大会） | 智弁学園（8年ぶり7回目）  | 2回戦    | ● 2 - 5 桐光学園                  | 初戦敗退 |
| 2003年（第75回大会） | 斑鳩（初出場）            | 1回戦    | ○ 2 - 1 柏崎                      | 2回戦    |
| 2003年（第75回大会） | 斑鳩（初出場）            | 2回戦    | ● 0 - 6 明徳義塾                  | 2回戦    |
| 2004年（第76回大会） | 斑鳩（2年連続2回目）      | 1回戦    | ● 0 - 5 福岡工大城東              | 初戦敗退 |
| 2005年（第77回大会） | 天理（8年ぶり17回目）     | 1回戦    | ○ 4 - 0 柳ヶ浦                    | ベスト8  |
| 2005年（第77回大会） | 天理（8年ぶり17回目）     | 2回戦    | ○ 19 - 2 一迫商                   | ベスト8  |
| 2005年（第77回大会） | 天理（8年ぶり17回目）     | 準々決勝 | ● 2 - 5 愛工大名電                | ベスト8  |
| 2008年（第80回大会） | 天理（3年ぶり18回目）     | 1回戦    | ○ 5 - 1 敦賀気比                  | ベスト8  |
| 2008年（第80回大会） | 天理（3年ぶり18回目）     | 2回戦    | ○ 10 - 1 華陵                     | ベスト8  |
| 2008年（第80回大会） | 天理（3年ぶり18回目）     | 準々決勝 | ● 2 - 4 沖縄尚学                  | ベスト8  |
| 2009年（第81回大会） | 天理（2年連続19回目）     | 1回戦    | ● 3 - 4x 早稲田実                 | 初戦敗退 |
| 2010年（第82回大会） | 天理（3年連続20回目）     | 1回戦    | ● 4 - 7 敦賀気比                  | 初戦敗退 |
| 2011年（第83回大会） | 天理（4年連続21回目）     | 1回戦    | ○ 8 - 0 大館鳳鳴                  | 2回戦    |
| 2011年（第83回大会） | 天理（4年連続21回目）     | 2回戦    | ● 0 - 1 北海                      | 2回戦    |
| 2012年（第84回大会） | 智弁学園（11年ぶり8回目） | 1回戦    | ○ 5 - 2 早鞆                      | 2回戦    |
| 2012年（第84回大会） | 智弁学園（11年ぶり8回目） | 2回戦    | ● 1 - 2 関東一                    | 2回戦    |
| 2012年（第84回大会） | 天理（5年連続22回目）     | 1回戦    | ● 3 - 9 健大高崎                  | 初戦敗退 |
| 2013年（第85回大会） | 大和広陵（28年ぶり2回目） | 2回戦    | ● 1 - 2 尚志館                    | 初戦敗退 |
| 2014年（第86回大会） | 智弁学園（2年ぶり9回目）  | 1回戦    | ○ 7 - 2 三重                      | 2回戦    |
| 2014年（第86回大会） | 智弁学園（2年ぶり9回目）  | 2回戦    | ● 4 - 5x 佐野日大（延長10回）     | 2回戦    |
| 2015年（第87回大会） | 天理（3年ぶり23回目）     | 1回戦    | ○ 7 - 2 糸満                      | 2回戦    |
| 2015年（第87回大会） | 天理（3年ぶり23回目）     | 2回戦    | ● 1 - 3 健大高崎                  | 2回戦    |
| 2015年（第87回大会） | 奈良大付（初出場）        | 1回戦    | ● 0 - 3 敦賀気比                  | 初戦敗退 |
| 2016年（第88回大会） | 智弁学園（2年ぶり10回目） | 1回戦    | ○ 4 - 0 福井工大福井              | 優勝     |
| 2016年（第88回大会） | 智弁学園（2年ぶり10回目） | 2回戦    | ○ 4 - 1 鹿児島実                  | 優勝     |
| 2016年（第88回大会） | 智弁学園（2年ぶり10回目） | 準々決勝 | ○ 6 - 0 滋賀学園                  | 優勝     |
| 2016年（第88回大会） | 智弁学園（2年ぶり10回目） | 準決勝   | ○ 2x - 1 龍谷大平安               | 優勝     |
| 2016年（第88回大会） | 智弁学園（2年ぶり10回目） | 決勝     | ○ 2x - 1 高松商（延長11回）       | 優勝     |
| 2017年（第89回大会） | 智弁学園（2年連続11回目） | 1回戦    | ○ 9 - 0 熊本工                    | 2回戦    |
| 2017年（第89回大会） | 智弁学園（2年連続11回目） | 2回戦    | ● 1 - 5 盛岡大付                  | 2回戦    |
| 2017年（第89回大会） | 高田商（23年ぶり3回目）   | 1回戦    | ● 1 - 11 秀岳館                   | 初戦敗退 |
| 2018年（第90回大会） | 智弁学園（3年連続12回目） | 2回戦    | ○ 5 - 3 日大山形                  | 3回戦    |
| 2018年（第90回大会） | 智弁学園（3年連続12回目） | 3回戦    | ● 1 - 2x 創成館（延長10回）       | 3回戦    |
| 2020年（第92回大会） | 天理（5年ぶり24回目）     | 交流試合 | ● 2 - 4 広島新庄                  | （中止） |
| 2020年（第92回大会） | 智弁学園（2年ぶり13回目） | 交流試合 | ● 3 - 4x 中京大中京（延長10回TB） | （中止） |
| 2021年（第93回大会） | 智弁学園（2年連続14回目） | 1回戦    | ○ 8 - 6 大阪桐蔭                  | ベスト8  |
| 2021年（第93回大会） | 智弁学園（2年連続14回目） | 2回戦    | ○ 5 - 2 広島新庄                  | ベスト8  |
| 2021年（第93回大会） | 智弁学園（2年連続14回目） | 準々決勝 | ● 4 - 6 明豊                      | ベスト8  |
| 2021年（第93回大会） | 天理（2年連続25回目）     | 1回戦    | ○ 7 - 1 宮崎商                    | ベスト4  |
| 2021年（第93回大会） | 天理（2年連続25回目）     | 2回戦    | ○ 4 - 0 健大高崎                  | ベスト4  |
| 2021年（第93回大会） | 天理（2年連続25回目）     | 準々決勝 | ○ 10 - 3 仙台育英                 | ベスト4  |
| 2021年（第93回大会） | 天理（2年連続25回目）     | 準決勝   | ● 0 - 2 東海大相模                | ベスト4  |
| 2022年（第94回大会） | 天理（3年連続26回目）     | 1回戦    | ● 4 - 5 星稜（延長11回）          | 初戦敗退 |
| 2025年（第97回大会） | 天理（3年ぶり27回目）     | 1回戦    | ●１ - 5 山梨学院                  | 初戦敗退 |

## 通算成績
| 出場 | 試合 | 勝利 | 敗戦 | 引分 | 勝率 | 優勝 | 準優勝 | ベスト4 | ベスト8 |
| ---- | ---- | ---- | ---- | ---- | ---- | ---- | ------ | ------- | ------- |
| 69   | 125  | 60   | 65   | 0    | .480 | 2    | 0      | 4       | 11      |

## 学校別成績
| 校名       | 出場 | 直近出場 | 勝敗     | 最高成績 | 前身校   |
| ---------- | ---- | -------- | -------- | -------- | -------- |
| 天理       | 27回 | 2025年   | 30勝25敗 | 優勝1回  |          |
| 智弁学園   | 14回 | 2021年   | 16勝12敗 | 優勝1回  |          |
| 御所実     | 7回  | 1974年   | 4勝7敗   | ベスト8  | 御所工   |
| 郡山       | 6回  | 1998年   | 4勝6敗   | ベスト8  |          |
| 高田商     | 3回  | 2017年   | 1勝3敗   | 2回戦    |          |
| 高田       | 2回  | 1999年   | 4勝2敗   | ベスト4  |          |
| 法隆寺国際 | 2回  | 2004年   | 1勝2敗   | 2回戦    | 斑鳩     |
| 大和広陵   | 2回  | 2013年   | 0勝2敗   | 初戦敗退 | 広陵     |
| 磯城野     | 1回  | 1965年   | 0勝1敗   | 初戦敗退 | 田原本農 |
| 一条       | 1回  | 1971年   | 0勝1敗   | 初戦敗退 |          |
| 奈良商工   | 1回  | 1972年   | 0勝1敗   | 初戦敗退 | 奈良工   |
| 奈良       | 1回  | 1991年   | 0勝1敗   | 初戦敗退 |          |
| 橿原       | 1回  | 2000年   | 0勝1敗   | 初戦敗退 |          |
| 奈良大付   | 1回  | 2015年   | 0勝1敗   | 初戦敗退 |          |